# Tipula cranicornuta
Tipula cranicornuta är en tvåvingeart som beskrevs av Yang 1992. Tipula cranicornuta ingår i släktet Tipula och familjen storharkrankar. Inga underarter finns listade i Catalogue of Life.